# François Hilarion Point
François Hilarion Point (* 14. April 1759 in Montélimar, Département Drôme; † 24. Dezember 1798 bei Popoli, Provinz Pescara) war ein französischer Général de brigade der Infanterie.

## Leben und Wirken
Am 1. April 1779 trat Point den königlichen Truppen bei. Er diente unter Jean-Baptiste Dubarry im Régiment Royal-Champagne cavalerie. Er konnte sich bald schon durch Tapferkeit auszeichnen und seine Karriere führte ihn vom Maréchal des logis (11. September 1784),  Adjutant  (1. Januar 1789) zum Capitaine  (1. Juli 1792).
Während der Terrorherrschaft der Revolution wurde Point zum Général de brigade befördert. Später war er im Stab von General Jean-Étienne Championnet und kämpfte unter General Louis Lemoine bei Popoli. In dieser Schlacht gehörte Point zu den Ersten die getötet wurden. Seine letzte Ruhestätte fand er in einem Massengrab am Rande des Schlachtfeldes.

## Ehrungen
- Sein Name findet sich am südlichen Pfeiler (28. Spalte) des Triumphbogens am Place Charles-de-Gaulle (Paris)